# Sisyrinchium cholewae
Sisyrinchium cholewae är en irisväxtart som beskrevs av Espejo, López-ferr. och Ceja. Sisyrinchium cholewae ingår i släktet gräsliljor, och familjen irisväxter. Inga underarter finns listade i Catalogue of Life.